# Trucy-l'Orgueilleux
Trucy-l'Orgueilleux är en kommun i departementet Nièvre i regionen Bourgogne-Franche-Comté i de centrala delarna av Frankrike. Kommunen ligger i kantonen Clamecy som tillhör arrondissementet Clamecy. År 2022 hade Trucy-l'Orgueilleux 218 invånare.

## Befolkningsutveckling
Antalet invånare i kommunen Trucy-l'Orgueilleux
| Referens: INSEE |